# Messier 70
Messier 70 (còn gọi là M70 hay NGC 6681) là cụm sao cầu trong chòm sao Nhân Mã. Charles Messier đã phát hiện ra nó vào năm 1780.
M70 cách Trái Đất khoảng 29.300 năm ánh sáng và nó nằm gần với trung tâm thiên hà. Nó có đường kính và độ sáng gần bằng với cụm sao cầu lân cận M69. Chỉ có 2 sao biến quang được biết trong cụm sao này.